# Šakal obecný
Šakal obecný (Canis aureus) je druh psovité šelmy. Obývá především jihovýchodní Evropu a jihozápadní, jižní Asii, ale i některé regiony jihovýchodní Asie. Nejpozději od roku 2006 byla jeho přítomnost zaznamenaná i v Česku, přičemž pozorování postupně přibývají. Oproti nejmenšímu poddruhu vlka obecného, vlku arabskému (Canis lupus arabs), je šakal menší, má kratší končetiny i ocas, protáhlejší trup a užší čenich. Barva srsti se mění v závislosti na ročním období. Zatímco v létě je krémově žlutá, v zimě se zbarví do tmavé béžové. Dle Mezinárodního svazu ochrany přírody (IUCN) se jedná o málo dotčený druh.
Předkem šakala obecného je pravděpodobně již vyhynulý Canis arnensis, který obýval jižní Evropu asi před 1,9 miliony lety. Samotný šakal se ale do Evropy dostal nejspíše z Indie a to přibližně před 20 000 lety na konci poslední doby ledové. Z toho období také pochází i nejstarší fosílie, která byla odkryta v archeologickém nalezišti Ksar Akil, vzdáleném asi 10 km severovýchodně od Bejrútu v Libanonu. V Evropě byly nalezeny nejstarší fosílie v Řecku a jejich stáří je odhadováno asi na 7 000 let.
Je uváděno sedm poddruhů šakala obecného, které se liší vzhledem i areálem výskytu. I přes shodu jmen není tento druh úzce příbuzný africkému šakalovi čabrakovému (Canis mesomelas) ani šakalovi pruhovanému (Canis adustus), zato jeho blízkými příbuznými jsou vlk africký (Canis anthus), vlček etiopský (Canis simensis) a kojot prérijní (Canis latrans).
Obývá otevřené travnaté louky s křovisky, nejčastěji v okolí řek, jezer a v údolích. Šakal obecný je společenské zvíře a žije v malých smečkách tvořených párem a jejich potomky. Aktivní je hlavně v noci. Podobně jako liška obecná (Vulpes vulpes), jeho největší konkurent, má velmi široký jídelníček, který zahrnuje vše od hmyzu až po malé kopytníky. Oba druhy se také snadno dokáží přeorientovat na jinou stravu, pokud je nedostatek. Dalšími hlavními konkurenty jsou kočka bažinná (Felis chaus), na Kavkazu též mýval severní (Procyon lotor) a ve střední Asii kočka stepní (Felis lybica ornata).

## Taxonomie
Šakala obecného, známého též pod označením vlk šakalovitý, poprvé popsal švédský přírodovědec Carl Linné v roce 1758 v desátém vydání své knihy Systema naturae pod binomickým jménem Lupus aureus.
Šakal obecný je řazen do čeledi psovitých, kterou lze rozdělit do tří základních skupin (plus několik nezařazených druhů): jihoameričtí psovití, lišky a „vlci“. Mezi „vlky“ v širším slova smyslu, neboli rody Canis, Cuon a Lycaon, patří vlci, šakalové, kojoti, dingové, psi domácí, dhoulové a psi hyenovití. Zástupci této skupiny sdílí podobné morfologické znaky a 78 chromozomů, což umožňuje jejich mezidruhové křížení. Ačkoliv se šakal obecný podobá africkým šakalům zubním vzorcem i stavbou těla a obecně se uvádělo, že jde o homogenní skupinu, studie jejich DNA prokázaly, že šakalové nejsou monofyletické druhy, tzn. nemají společného předka a jsou si příbuzné jen vzdáleně. Označení „šakal“ pro všechny tři druhy je tedy sporné.
Roku 2005 byla provedena studie genetické informace psovitých šelem, která prokázala, že nejbližšími příbuznými šakala obecného jsou kojot prérijní (Canis latrans) a vlček etiopský (Canis simensis).
Až do roku 2015 se uvádělo, že šakal obecný má třináct poddruhů, z nichž šest obývalo Afriku. Právě toho roku ale byla publikována nová studie zabývající se genetikou druhu, která došla k závěru, že šest afrických subspecií by mělo být klasifikováno pod hlavičkou samostatného druhu, který byl nazván vlk africký (Canis anthus). Počet poddruhů šakala obecného se tak snížil na sedm. Některé zdroje pak uvádí i poddruhy Canis aureus qattarensis, Canis aureus lupaster, nebo Canis aureus palaestina.

### Poddruhy
- Canis aureus aureus je charakteristický relativně velkým tělem. V srsti se mísí černé, pískové a, především na vnitřní straně končetin, bílé chlupy.[16] Hmotnost jedinců nominátního poddruhu se mění s lokací, ale obecně se pohybuje od 8 do 10 kg. Obývá Afghánistán, Írán, Irák, Arabský poloostrov, Balúčistán v Pákistánu a pouště západní Indie,[16] kde se mísí s populací šakalů obecných indických a srílanských.[17] Zvířata žijící v těsné blízkosti šakalů obecných indických, především v oblasti Kumaun v Indii, často nesou znaky obou subspecií.[17]
- Šakal obecný siamský (Canis aureus cruesemanni) je menší než nominátní Canis aureus aureus. Poddruh jako takový byl zpochybněn, protože jeho klasifikace je založena především na pozorování zvířat žijících v zajetí.[18] Obývá oblast od východní Indie přes Myanmar až po Thajsko.[19] Poprvé byl popsán německým zoologem Paulem Matschiem roku 1900.
- Canis aureus ecsedensis se podobá šakalovi obecnému kavkazskému, avšak s tím rozdílem, že má širší černý pruh srsti na hřbetě a jeho zbarvení je spíše tmavší. S šakalem kavkazským sdílí i rozměry lebky a není ani jisté, zda se nejedná o totožné poddruhy.[20] Obývá oblast Panonské pánve a střední Evropu.[20]
- Šakal obecný indický (Canis aureus indicus) má na hřbetě převážně černé a bílé chlupy, na ramenou, uších a končetinách bývá žlutohnědě zbarvený. Právě žlutohnědé zbarvení je ale výraznější u jedinců žijících ve vyšších nadmořských výškách. Tělo dospělců od čenichu k ocasu měří až 100 cm, na výšku mezi 35 až 45 cm. Váží 8 až 11 kg.[21] Žije v Nepálu, Bhútánu, Myanmaru, Thajsku a indických státech Sikkim a Ásám.[16] Roku 1833 jej poprvé popsal anglický zoolog Brian Houghton Hodgson.
- Šakal obecný kavkazský (Canis aureus moreotica, též C. a. moreoticus)[15], je největší z poddruhů šakala obecného, samci i samice dorůstají celkové délky v průměru 120–125 cm a váží mezi 10 a 15 kg.[22] Mají hrubou srst, s výrazně tmavším zbarvením, než je patrné například u indického poddruhu. Končetiny, uši a čelo mívají načervenalou až kaštanovou barvu.[16] Žije v jihovýchodní Evropě, Malé Asii a na Kavkazu.[16]
- Šakal obecný srílanský (Canis aureus naria) měří 67 až 74 cm (tělo) a váží mezi 5 a 8,6 kg. Jeho zimní srst je kratší, hladší a ne tak hustá jako u indického poddruhu. Na zádech je zbarvení tmavší, většinou se zde mísí černé a bílé chlupy. Končetiny a břicho jsou světlejší a spíše žlutohnědé barvy. Při línání se barva srsti příliš nemění.[17] Obývá jižní Indii a ostrov Srí Lanka a první popis provedl v roce 1916 Robert Charles Wroughton.[23]
- Šakal obecný syrský (Canis aureus syriacus) se vyznačuje hnědýma ušima. Na zádech je zbarvení žlutohnědé, zatímco boky mají světlejší odstín a břicho je bělavě žluté.[24] Tělo je dlouhé 60–90 cm, ocas měří 20–30 cm a hlava má délku 15–18 cm. Hmotnost dospělého jedince se pohybuje mezi 5 a 12 kg.[25] Žije v Izraeli, Libanonu, Sýrii a západním Jordánsku.[16][19][25]

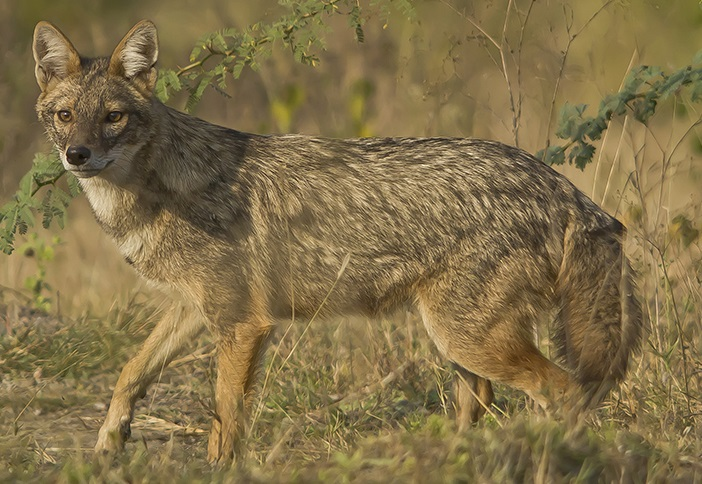
Canis aureus aureus
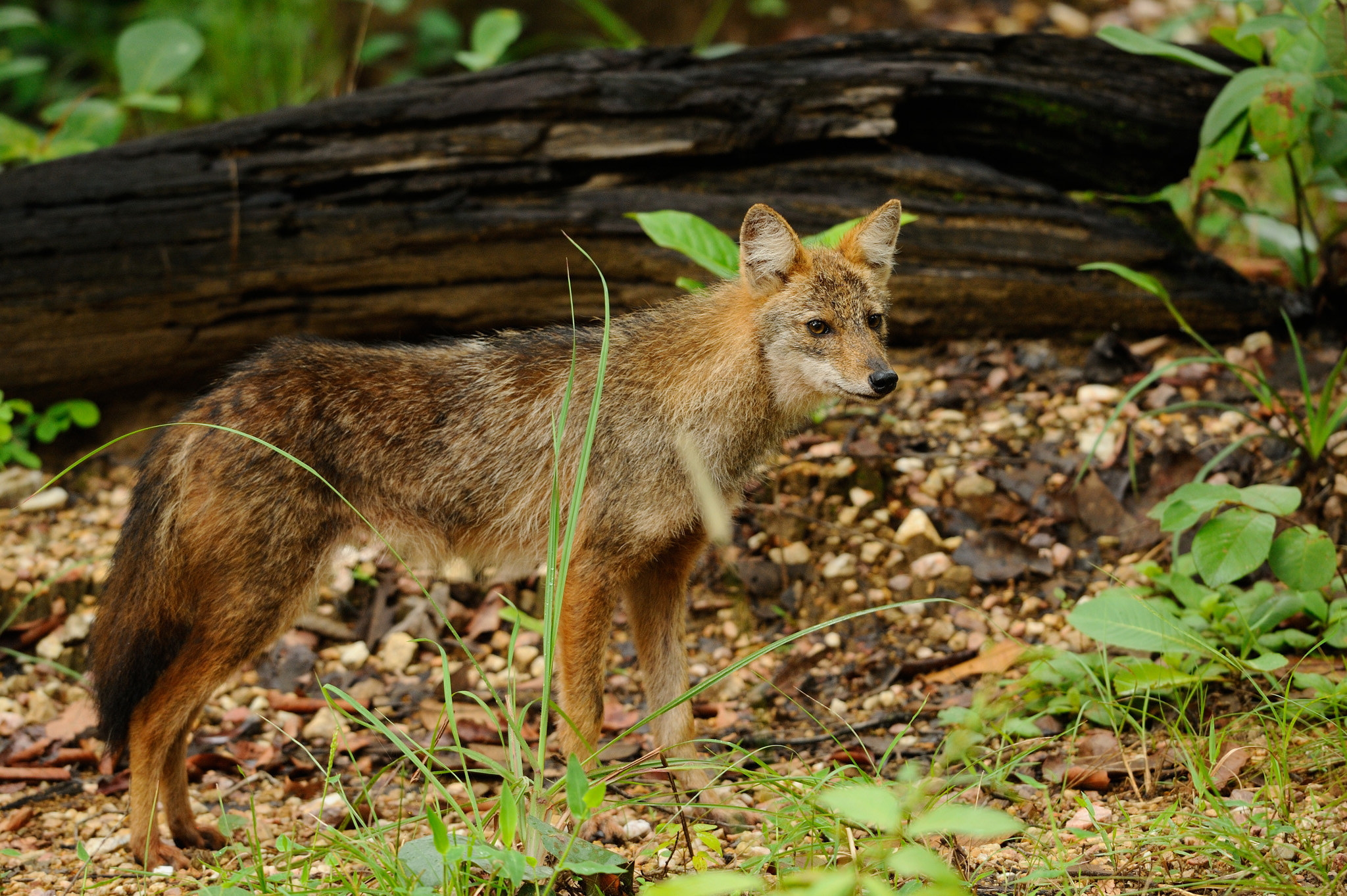
Šakal obecný siamský
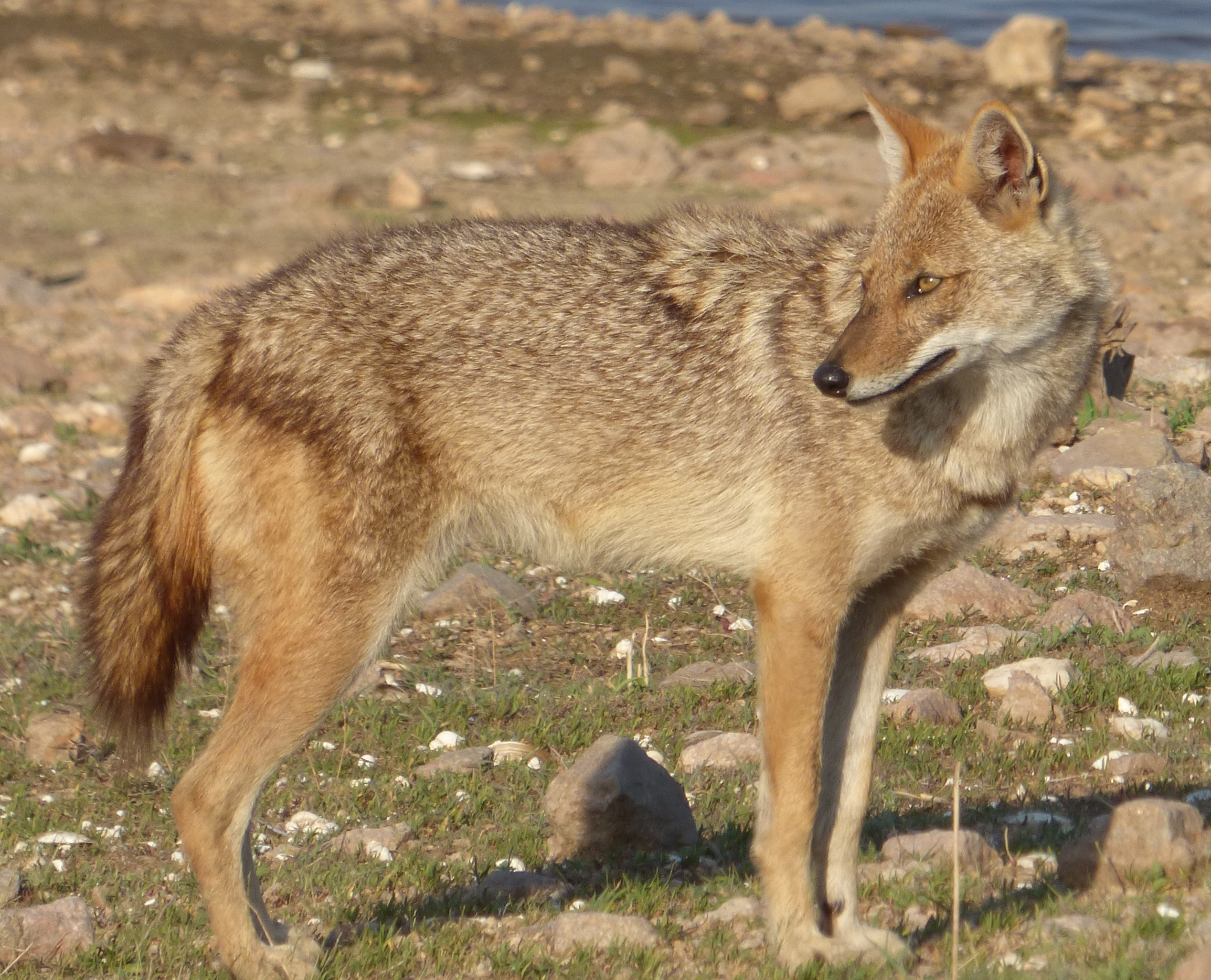
Šakal obecný indický
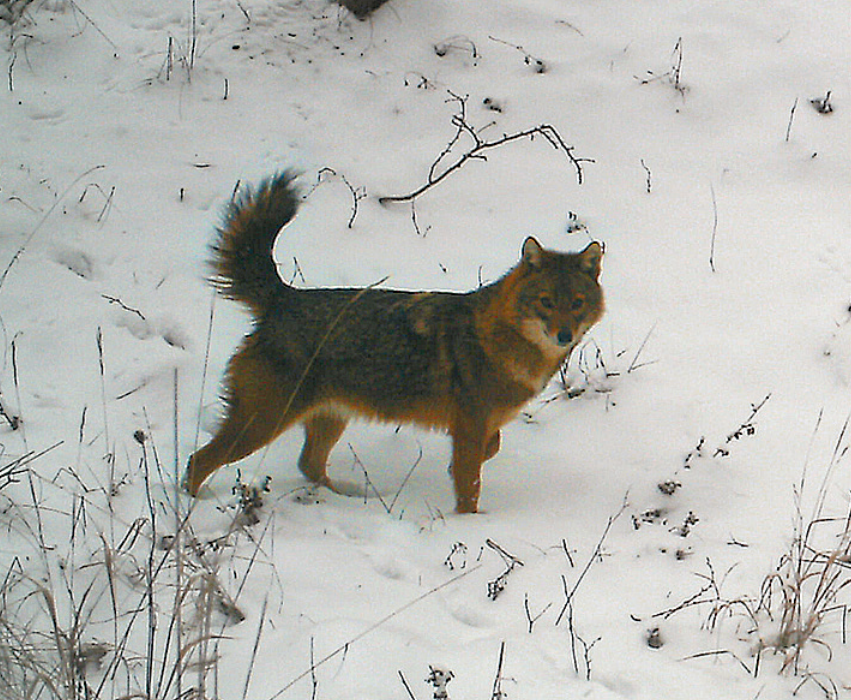
Šakal obecný kavkazský
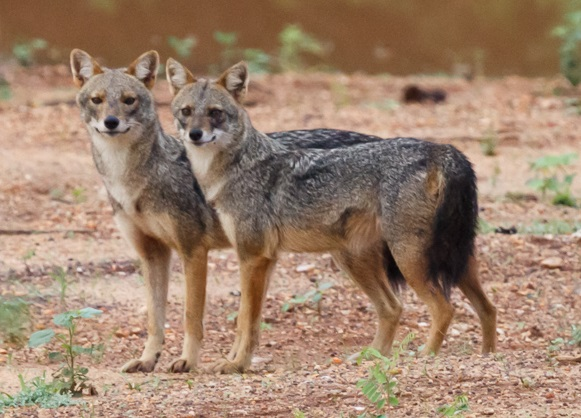
Šakal obecný srílanský
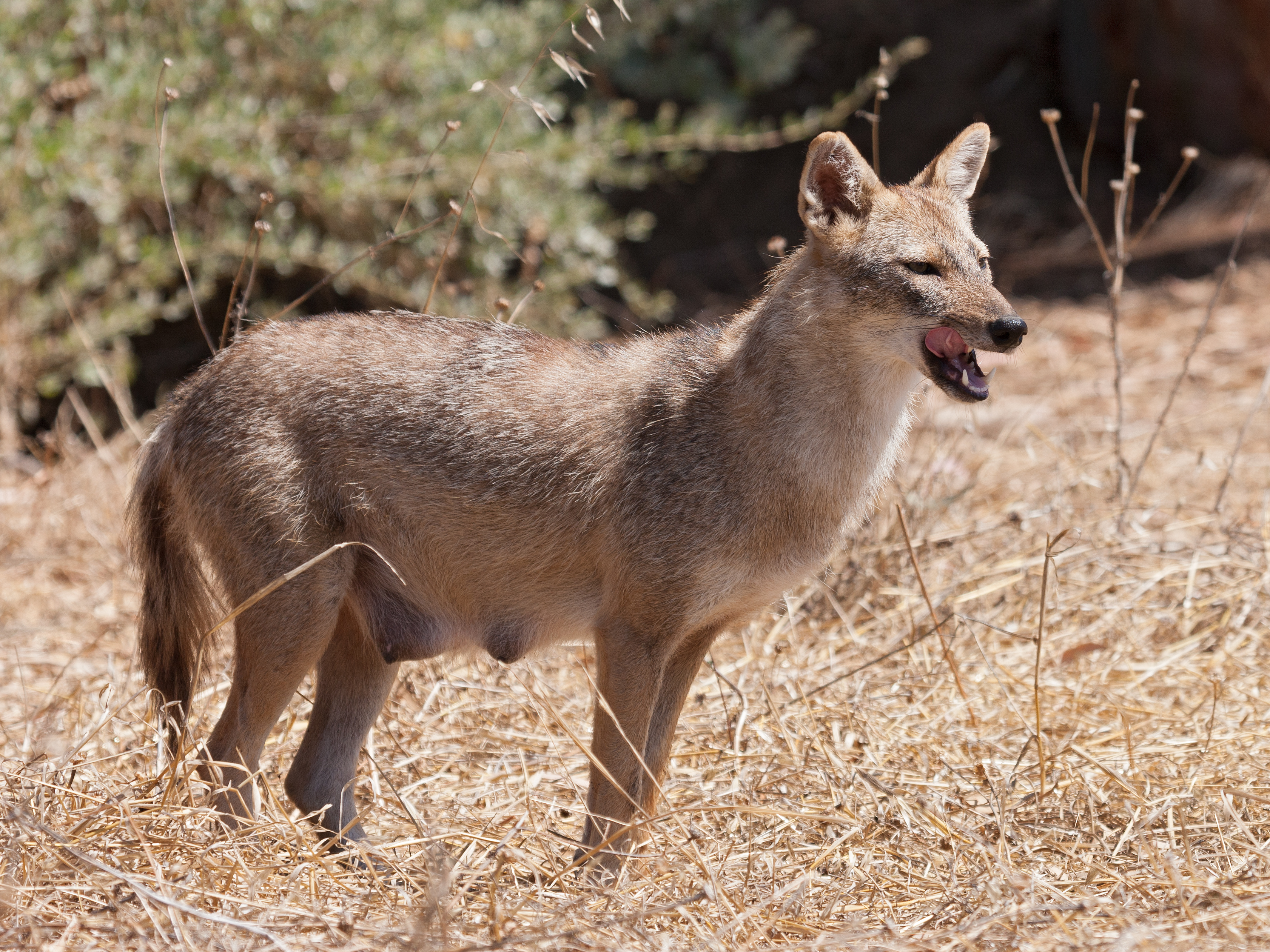
Šakal obecný syrský

## Fylogeneze

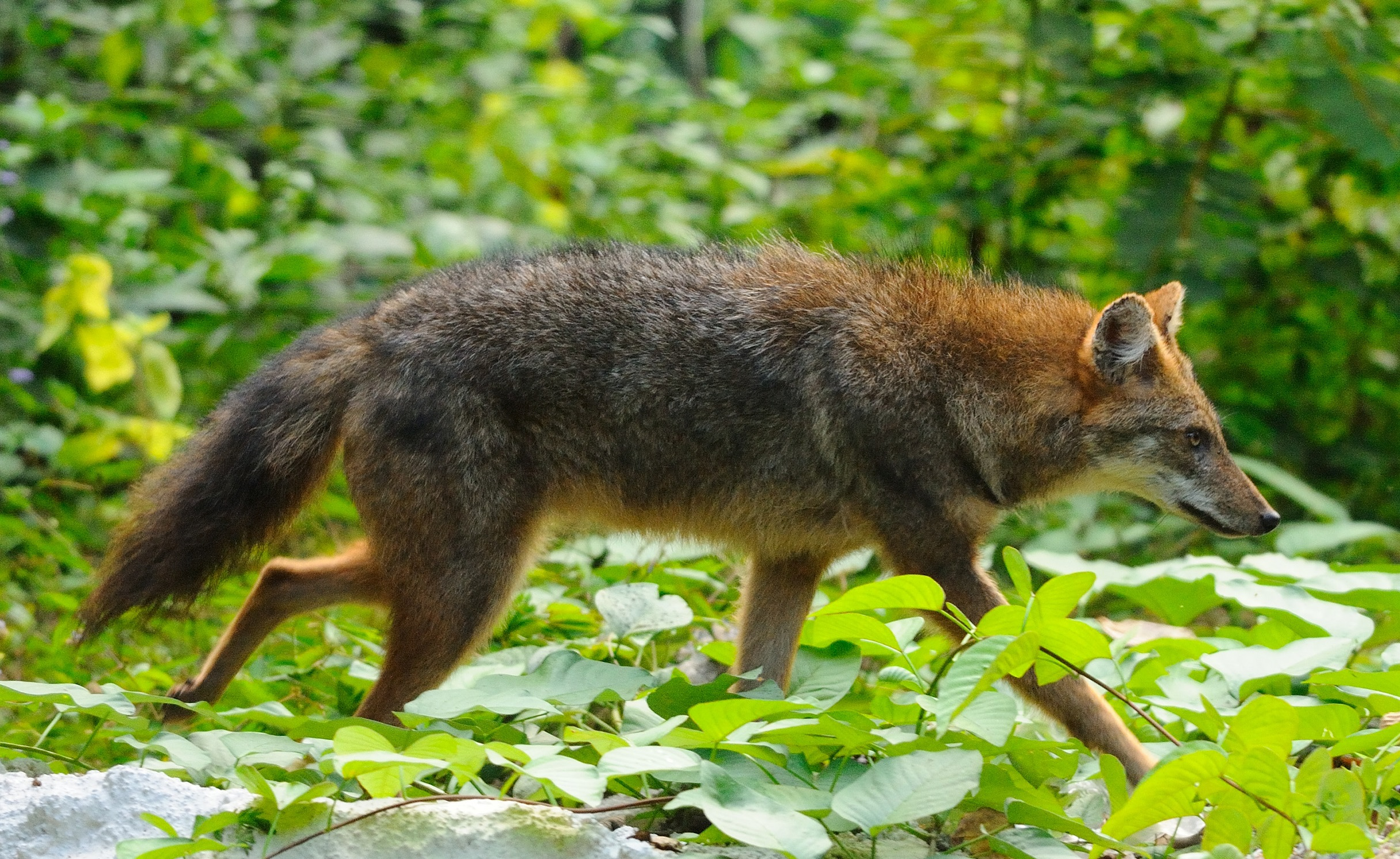
Dospělý šakal obecný v národním parku Kaeng Krachan (Thajsko)

Pravděpodobným předkem současných šakalů obecných je vyhynulý druh Canis arnensis, který byl endemický pro jižní Evropu a obýval ji v raném pleistocénu zhruba před 1,9 miliony lety. Morfologicky se podobal spíše šakalovi obecnému, než africkým šakalům čabrakovým a pruhovaným.
Nejstarší fosílie šakala obecného byla nalezena nedaleko skalního úkrytu v archeologické lokalitě Ksar Akil (vzdálená asi 10 km jihovýchodně od Bejrútu v Libanonu). Zde nalezený fragment zubu je datován do doby asi před 20 000 lety. Nejstarší evropské fosílie jsou podstatně mladší. Byly objeveny v řeckých Delfách a jsou staré přibližně 7 nebo 6,5 tisíce let. Neobvyklé fragmenty patní kosti byly též nalezeny v jeskynním komplexu Azokh v Náhorním Karabachu (jihozápadní Ázerbájdžán), ty jsou datovány do středního pleistocénu, není ale znám jejich přesný původ.
Haploskupina, děděná kombinace alel, se dělí na haplotyp starší a mladší. Starší haplotyp mají jedinci z Indie, zatímco mladší mají šakalové obecní ze všech ostatních oblastí. Právě indičtí šakalové obecní vykazují největší genetickou rozmanitost a je tedy pravděpodobné, že v době glaciálního maxima žila bazální populace šakalů v Indii (cca před 20 000 lety) a až přibližně na konci pleistocénu se rozšířila do jiných částí Eurasie. Mimo Indii vykazuje kavkazská a turecká populace relativně vyšší genetickou diverzitu, především v porovnání s populací evropskou. Další geneticky poměrně rozmanitá populace žije v Izraeli, avšak důvodem je pravděpodobně křížení se psy a vlky. Podle studie provedené v roce 2014 je více než 15 % izraelského genomu vlků výsledkem křížení s šakaly.

## Popis

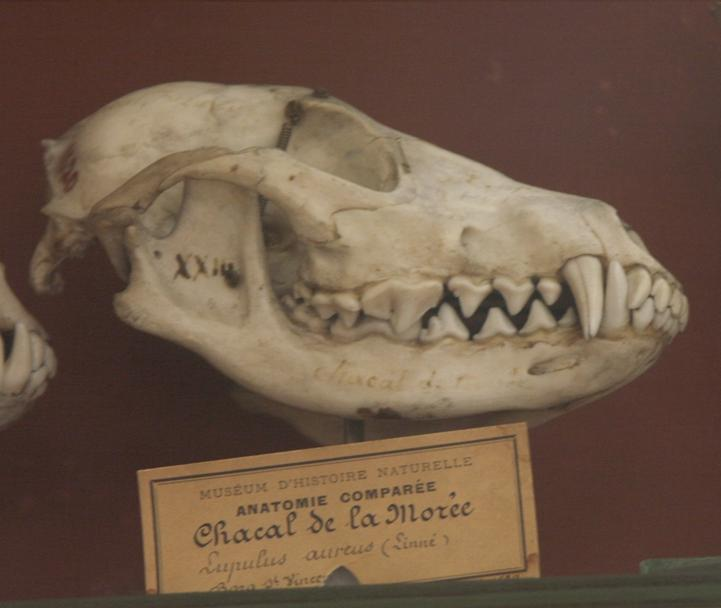
Lebka šakala obecného vystavená v Muséum national d'histoire naturelle v Paříži

Tělo šakalů obecných je lehce stavěné a zároveň dobře osvalené. Vzhledem se podobají vlkům obecným, ale jsou menší, lehčí, mají delší trup, méně výrazné čelo, kratší končetiny a užší tlamu. Jejich štíhlé končetiny jsou v poměru k tělu dlouhé a na tlapách mají malé polštářky. Tělo samců měří mezi 71 a 85 cm, u samic je to 69 až 73 cm. Kohoutková výška pro obě pohlaví je 45–50 cm. Dospělí samci váží 6–14 kg, samice o něco méně: přibližně 7–11 kg. Délka ocasu se rovná asi třetině délky celého těla. Pohlavní dimorfismus je patrný prakticky jen v rozměrech.
Lebka šakalů obecných je podobná jako u vlků či kojotů, naopak je výrazněji odlišná od lebek jiných druhů šakalů či vlčka etiopského. V porovnání s vlky je hlava šakalů menší, méně masivní, s kratší obličejovou částí. U některých jedinců se též může na zadní části hlavy vyskytnout výrůstek z kosti, který měří asi 1,3 cm a jemuž bývaly na Srí Lance připisovány magické schopnosti. Zuby jsou přizpůsobené konzumaci širší škály potravy, než je tomu například u vlků. Špičáky jsou velké a silné, ale v porovnání s vlčími relativně slabší. Totéž platí pro stoličky. Zubní vzorec je {\displaystyle {3.1.4.2 \over 3.1.4.3}\times 2=42}.
Srst je hrubá a krátká, základní barvou je zlatá až písková. Přesné rozložení barev se ale liší u jednotlivých poddruhů a zbarvení se též mění sezónně. Podobným znakem u všech subspecií je pruh srsti táhnoucí se od hřbetu až po ocas, ve kterém se mísí bílé a hnědé chlupy. Také tmavá až černá špička ocasu je společná. Dolní partie jsou světlejší než zbytek těla. Šakalové žijící ve větších nadmořských výškách mívají světlejší odstíny, než je patrné u jedinců z údolních oblastí. Jsou hlášeni i melaničtí jedinci, tedy šakalové s tmavým až černým kožichem. Oproti melanickým vlkům a kojotům, kteří získali tmavou pigmentaci křížením s domácími psy, melanismus u šakalů obecných pravděpodobně vyplývá z nezávislé mutace, která by mohla být i adaptačního charakteru.
Línají vždy na jaře a na podzim. V některých oblastech, například Zakavkazsku a Tádžikistánu, ale jarní línání začíná již na konci zimy. Zdejší studie zjistily, že pokud byla zima teplá, začínají šakali obecní pelichat již v polovině února, pokud byla studená, dochází k tomu až v polovině března. Obměna srsti se první projeví na hlavě a končetinách, postupně se rozšiřuje i na boky, hrudník a břicho a končí na ocase. Podzimní línání začíná v polovině září a postupuje od zádi a ocasu k břichu, bokům a zbytku těla. Plně zimní podobu získává srst koncem listopadu.

## Výskyt
Šakalové obecní mají široký areál výskytu, dokonce jsou jedni z vůbec nejrozšířenějších psovitých šelem. Obývají střední, jižní, jihovýchodní i východní Evropu, hlášena jsou též pozorování v Německu a Dánsku. Jednotlivec byl zaznamenán i v Nizozemsku, v tomto případě ale není jisté, zda neutekl ze soukromé zoo. V Asii žijí v oblasti od Thajska až po Arabský poloostrov. Bývají též vídáni ve Vietnamu, jižním Laosu a Kambodži. Vyhýbají se středoasijským pouštím Karakum a Kyzylkum (ačkoliv při okrajích a v oázách je možné je pozorovat), ale žijí v indické Thárské poušti.
Jelikož jsou šakalové všežravci, mohou obývat mnoho typů stanovišť. Jsou ale početní především v okolí řek a v údolích a nacházíme je i v bezprostřední blízkosti lidských obydlí; kupříkladu jedinec, který žil v centru ázerbájdžánského města Lenkoran. V Indii jsou zaznamenáváni i v nadmořských výškách přesahujících 2000 m, nicméně v horách obecně se příliš nevyskytují. Jejich typickým biotopem bývá otevřená krajina porostlá vysokou trávou nebo keři a malým množstvím stromů, přičemž takové podmínky jim nabízí dobré úkryty pro lov i v případě hrozícího nebezpečí. Nejsou dobře adaptováni na pobyt v dlouhodobě zasněžených oblastech, ačkoliv teploty okolo –25 °C pro ně nepředstavují potíž.
V některých oblastech šakali obecní v minulosti vymizeli, například v polovině 20. století v Panonské pánvi, později se zde ale znovu usadili. Například v Maďarsku byli v první polovině 20. století prohlášeni za vymřelé, ale v raných 80. letech se zde začali znovu usazovat, především na jihu země. Původ rozmachu jejich populace i v oblastech, kde dříve nežili, bychom mohli hledat v lidské činnosti, která mění charakter krajiny a také nepřímo způsobuje globální oteplování. Dalším důvodem může být i fakt, že nemají prakticky žádné přirozené predátory. Zřejmě jsou navíc schopni koexistovat i s vlky, kterým se většinou vyhýbají.

### Pozorování vČesku
Na rozdíl od vlků, šakali obecní v minulosti v Česku nežili: stěhují se sem až v posledním desetiletí. Důvodem přesunu na sever mohou být i klimatické změny. První nepotvrzené pozorování bylo nahlášeno v květnu 1998 a mělo jít o dva jedince na Mladoboleslavsku. Vůbec první potvrzený šakal obecný se ale v Česku objevil až v roce 2006. Šlo o samce, který byl nalezen mrtvý, sražený autem, na jižní Moravě, nedaleko hranic se Slovenskem a Rakouskem. Ve dvou následujících případech se pak jednalo o jedince sražené auty, a to v roce 2009 na Břeclavsku a v roce 2011 na Benešovsku.
První vyfotografování se podařilo v roce 2015 studentce Univerzity Karlovy Kláře Pyškové v Polabí. Zachytila i třicetisekundové vytí. Teprve v roce 2017 ale bylo díky záběrům z fotopastí dokázáno, že se v Česku šakalové obecní také rozmnožují. Samice s mláďaty byla vyfocena v bývalém vojenském prostoru Milovice-Mladá na Nymbursku. Jedná se zároveň i o nejsevernější lokalitu Evropy, kde byla zaznamenána rozmnožující se populace šakalů obecných.
Česká populace šakalů je nebezpečná především pro své zdejší konkurenty – lišky a kuny lesní (Martes martes), které se ve svém teritoriu snaží zlikvidovat.

## Chování

### Stravovací návyky

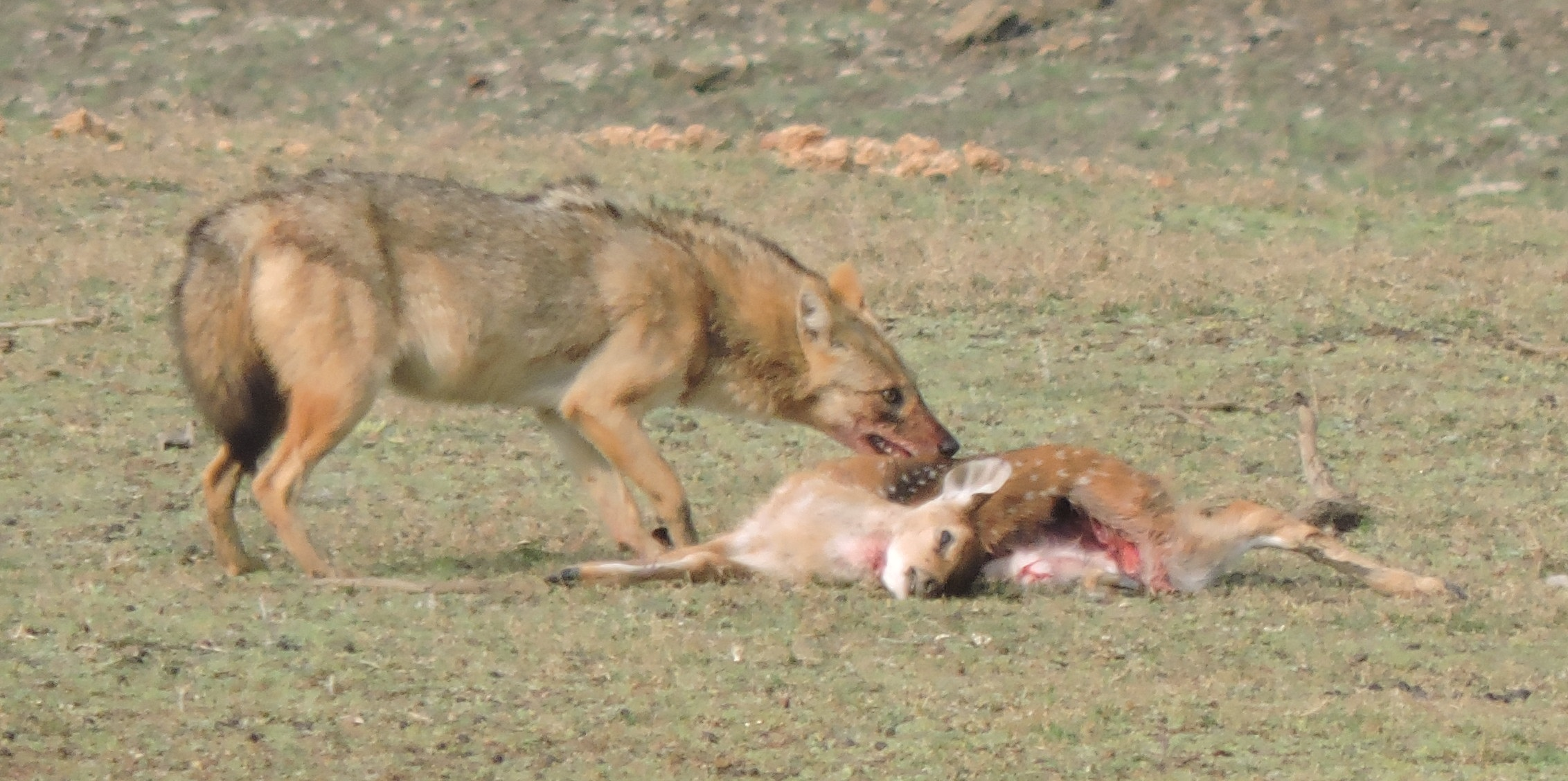
Šakal obecný krmící se na mršině axise indického (Axis axis)

Šakalové obecní jsou zároveň predátoři i mrchožrouti. Jsou všežraví a jejich strava se mění podle ročního období a také podle rozšíření. Šakalové z okolí indického města Bharatpur v Rádžasthánu se živí ze 60 % hlodavci, ptáky a ovocem, zatímco jídelníček jedinců z Národního parku Kanha se z 80 % skládá z hlodavců, plazů a ovoce. Kromě masa se tedy živí i různými plody, nejčastěji z rostlin Carissa carandas, hřebíčkovců šabrejových (Syzygium cumini), naditců jehnědokvětých (Prosopis juliflora), kasií obecných (Cassia fistula) nebo rostlin z rodu cicimek (Ziziphus).
Na Kavkazu a v Zakavkazsku se šakalové obecní živí hlavně zajíci a drobnými hlodavci, dále také bažanty, frankolíny, kachnami, lyskami, slípkami a různými drobnými pěvci. Z rostlinných zdrojů jde o plody hlohu, dřínu, mišpule obecné (Mespilus germanica) nebo hrušky. V Maďarsku zase tvoří 55 % jejich jídelníčku hraboši polní (Microtus arvalis) a norníci rudí (Myodes glareolus) a další 41 % mršiny divokých prasat (Sus scrofa). Na okrajích pouště Karakum se živí hlavně pískomily, ještěrkami, hady, rybami a ondatrami pižmovými (Ondatra zibethicus), z plodů jsou to moruše, vodní melouny, meruňky, rajčata a hroznové víno.
Šakalové obecní se také naučili přizpůsobit svůj jídelníček dostupnějším surovinám: například v Srbsku jsou to mršiny hospodářských zvířat, což mohlo být jedním z faktorů nárůstu zdejší populace.
Loví sami nebo v párech, ve smečkách spíše výjimečně. Pokud loví osamoceně, nejdříve si najdou vhodnou kořist, poté se ukryjí, připlíží se co nejblíže a vrhnou se na ni. Nejčastější kořistí jednotlivců bývají hlodavci, ptáci a zajíci. Například hlodavce vyhledávají pomocí sluchu. Umí ale využít i výhod skupiny a pokud loví vodní hlodavce nebo ptáky, běhají podél toku vody a nahání si kořist mezi sebou. Ačkoliv mohou lovit i během dne, častěji jsou aktivní v noci, tedy od západu slunce až po svítání.

### Kooperace, kompetice
V jihovýchodní Asii šakalové při lovu spolupracují s dhouly (Cuon alpinus). Šakalové jsou schopni získat prospěch i od svých nepřátel a konkurentů. V Indii byly pozorovány případy, kdy šakalové sledovali při lovu vlky a pak se přiživovali na jejich kořisti bez známek jakékoliv agrese ze strany vlků. Šakalové samotáři zvaní kol-bahl někdy vytvářejí komenzálský vztah s tygry. Připojí se k určitému tygrovi, kterého z dostatečné vzdálenosti následují a přiživují se na zbytcích jeho kořisti. Tygři obvykle tyto šakaly tolerují. Byl zaznamenán i případ, že se šakal procházel mezi třemi tygry, kteří si ho nevšímali.
Mezi jejich hlavní konkurenty patří vlci, lišky a kočky bažinné, na Kavkaze pak mývalové severní a ve střední Asii kočky stepní.

### Predátoři
Šakalové obecní v Evropě téměř nemají predátory. Výjimkou jsou vlci, jejichž populace je ale nízká a fragmentovaná. V Asii je situace jiná. Mezi jejich nepřátele patří zdivočelí psi, kteří šakaly napadají, pokud se příliš přiblíží k lidským obydlím, nebo hyeny žíhané (Hyaena hyaena). V indickém Národním parku Jima Corbetta pak jsou jako jejich hlavní predátoři uváděny krajty. V minulosti šlo i o tygry, jenže jejich populace se neustále zmenšuje a ke konfliktům se šakaly proto nedochází. Tradičními nepřáteli šakalů jsou levharti, kteří často loví rozličné psovité.

### Sociální chování
Šakalové obecní přizpůsobují své sociální uspořádání v závislosti na dostupnosti jídla. Primárně žijí v páru, popřípadě s nejmladším vrhem. Nicméně v Indickém Gudžarátu bylo zjištěno, že z 270 jedinců žilo 31 % samostatně, 35 % v páru, 14 % ve trojici a 20 % jich žilo ve smečce o více než třech jedincích.
Svá území si označují močí nebo výkaly, přičemž teritoria se mohou i překrývat. Jejich velikost se pohybuje mezi 1 až 20 km2, záleží na dostupnosti potravy. Kvůli shánění jídla cestují i na větší vzdálenosti, za noc ujdou až 12–15 km. Poblíž nově nalezeného zdroje potravy (například větší mršiny) se mohou zdržet i několik dní, než se vrátí na své domovské území. To se týká jen jedinců, kteří právě nevychovávají mladé.
Sociální interakce mezi šakaly jsou podobné jako u vlků. Běžné jsou pozdravné rituály, olizování a vytí. Vytí je nejčastější v období od prosince do dubna, kdy se vytvářejí páry a dochází k rozmnožování, což značí, že tato interakce hraje důležitou roli i při vymezování a obraně teritoria. Nejdříve vydávají nízké tóny, které postupně nabývají na intenzitě. Celý sled zvuků pak opakují třikrát až čtyřikrát. Stejně jako vlci a kojoti, i šakalové odpovídají na lidské napodobování vytí. Produkují rovněž varovné vytí, když zjistí přítomnost konkurenta, případně varovné volání, které je zřetelně jiné než klasické vytí, když zaznamenají nějakého velkého predátora (vlka, hyenu či tygra).

### Reprodukce

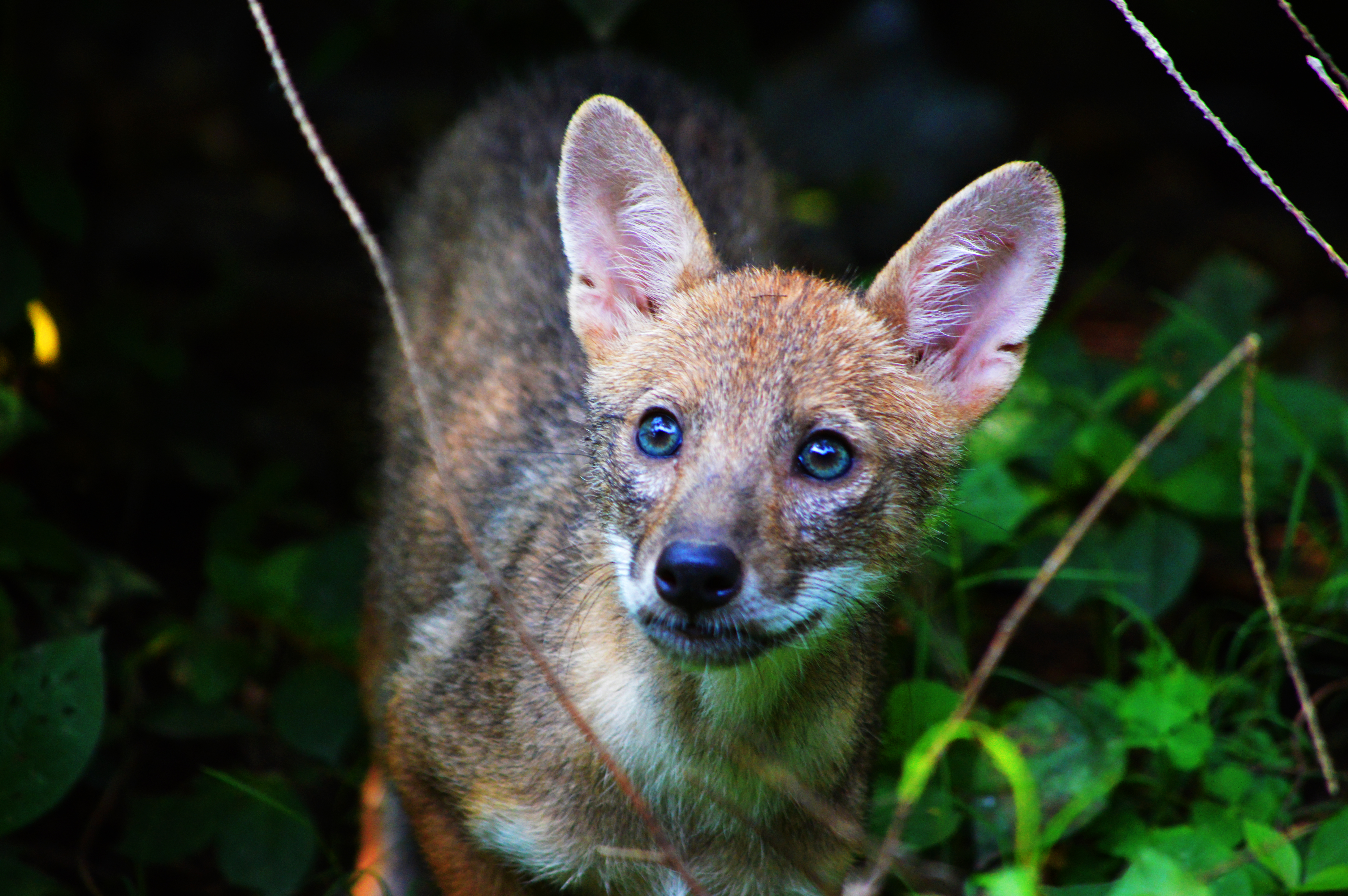
Štěně šakala obecného

Tyto šelmy tvoří monogamní páry. S jedním partnerem žijí celý život. Samice hárají jednou ročně a během prvního cyklu bývají pronásledovány samci, kteří o ně mezi sebou soupeří. Samotné období páření trvá 26–28 dní a probíhá v Izraeli od října do března, od února do března pak v Indii, Turkmenistánu, Zakavkazsku a Bulharsku.
Když samec získá partnerku, dojde ke kopulaci, která má formu „svázání“ a stejně jako u jiných psovitých šelem trvá většinou několik minut. Březost trvá přibližně 63 dní a mladí se rodí vždy v době hojnosti potravy. Samec pomáhá s hrabáním doupěte i s péčí o mladé.
Samice v Indii mohou při porodu obývat i opuštěné nory lišek džunglových (Vulpes bengalensis), dikobrazů srstnatonosých (Hystrix indica) nebo doupata vlků. Hloubí si ale i vlastní nory, které bývají 2 až 3 m dlouhé a 0,5 až 1 m hluboké a mohou mít jeden až tři vstupy. Mladá štěňata pak rodiče přesouvají mezi dvěma až čtyřmi různými místy. Středoasijští šakalové obecní netvoří nory, místo toho mají v hustých porostech mělké pelechy. Na Kavkaze a v Zakavkazsku bývají nory umístěné v těžko přístupných křoviscích, na svazích roklí nebo na rovinách. V Dagestánu a Ázerbájdžánu byly dokonce vrhy nalezeny v dutinách stromů, mezi kořeny a pod kameny na březích řek.
V Zakavkazsku a na Kavkaze se štěňata rodí mezi březnem a koncem dubna, v severovýchodní Itálii na konci dubna. Četnost vrhu se liší v závislosti na zeměpisném rozšíření: v Zakavkazsku je to 3–6 štěňat, v Tádžikistánu 3–7, v Uzbekistánu 2–8 a v Bulharsku 4–7. V Indii čítá vrh průměrně 4 mladé. Rodí se se zavřenýma očima, která se otevírají po 8 až 11 dnech, a s porodní váhou okolo 200 g. Po jedenácti dnech od narození se také štěňatům začínají prořezávat zuby a od patnáctého až dvacátého dne začínají jíst maso. Během druhého týdne života se spolu začínají prát a zlepšují si tak schopnosti. Do agresivity se ale tyto hry vyvinou až přibližně ve čtvrtém až šestém týdnu. Postupně se ve skupině vytvoří hierarchie a během dvanáctého týdne života již agresivita opadá. Samice mají čtyři páry struků a laktace trvá osm až deset týdnů. Po jejím skončení matka mladé vyžene kousáním a vytím.
Samice šakalů obecných pohlavně dospívají v 10 až 11 měsících života, u samců je to až ve 21 až 22 měsících.

## Zdraví a úmrtnost
V zajetí se dožívají až 16 let, ve volné přírodě okolo 9 let. Častým důvodem úmrtí bývá sražení autem: těchto incidentů přibývá hlavně během období rozmnožování.

### Infekce a parazité
Šakalové obecní jsou vnímaví k podobným patogenům a parazitům jako psi domácí. Značný význam mají šakalové jakožto zdroj či rezervoár nebezpečných zoonóz pro člověka. Mezi nejznámější patří vzteklina nebo infekce prvoky Leishmania donovani. Z parazitických červů přenosných na člověka mohou šakalové hostit například měchožila zhoubného nebo bublinatého, svalovce (Trichinella sp.), škrkavku psí či měchovce (Ancylostoma sp.). Z členovců se mohou u šakalů vyskytovat různé druhy klíšťat, roztočů, vší, všenek a blech. U šakalů v Evropě, Asii a Africe bylo zaznamenáno celkem 37 druhů klíšťat ze 6 rodů. Naopak svrab způsobený roztočem Sarcoptes scabiei, jenž může decimovat populace lišek či jiných psovitých a kočkovitých šelem, je u šakalů málo častý.
Z virových a bakteriálních nemocí přenosných na psy jsou šakalové vnímaví k psince, psí parvoviróze či ehrlichióze. V jižních částech Evropy figurují šakali jako rezervoár vlasovce psího (Dirofiloria immitis).

## Vztah klidem

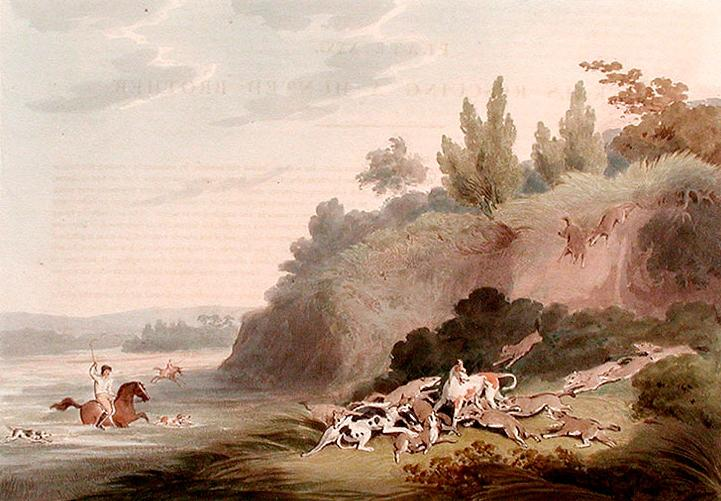
Ilustrace lovu šakalů z roku 1818

### Útoky na člověka
Ve středoindickém státě Čhattísgarh bylo v letech 1998–2005 zaevidováno na 220 útoků šakalů na člověka, ačkoliv žádný z nich nebyl smrtelný. Přitom před rokem 1997 nebyl v dané oblasti registrován ani jeden. Důvodem takového nárůstu mohl být velký rozvoj zdejšího zemědělství, kvůli čemuž šakalové obecní přišli o místo pro své nory a nakonec i o potravu, takže byli nuceni ji hledat u lidských obydlí. Indové většinou takové jedince vyhání a ti se proto stávají agresivnějšími. Nejčastěji zde útočí samice s mláďaty.
V Evropě nebyly zatím (stav k roku 2015) hlášeny žádné útoky šakalů na člověka.

### Vliv lidí na populaci šakalů
Urbanizace, industrializace a rozvoj zemědělství mění charakter krajiny a tím i ničí přirozený biotop šakalů. I s takovými změnami se ale tento druh dokáže částečně vyrovnat a přizpůsobit se životu blízko lidí. Negativním následkem toho může být zvýšený počet konfrontací lidí a šakalů, kteří začnou potravu hledat v lidských obydlích.
V Izraeli a Indii jsou tráveni: v případě Izraele je to úmyslné, naopak v Indii jsou hlavním cílem jedů jiní predátoři, jako jsou levharti nebo vlci.

### Dopad na hospodářství
Kořistí šakalů bývají hospodářská zvířata, jako jsou krůty, ovce, kozy, telata domácích buvolů, nebo lovná zvěř, tedy mláďata srnců (Capreolus capreolus), zajíci, bažanti, frankolíni, nutrie (Myocastor coypus) a koroptve (Perdix perdix). V letech 1982–1987 bylo v Bulharsku evidováno 1053 útoků na malá hospodářská zvířata, na Golanských výšinách bylo zaznamenáno, že 1,5 až 1,9 % z nově narozených telat bylo zabito šakaly. V obou případech byla důvodem přemnožená populace nebo ovlivňování jejich přirozeného prostředí lidmi. Šakali mohou ničit i úrodu vína, kávy, kukuřice, arašídů, melounů a cukrové třtiny. V Řecku však, i přes velkou populaci šakalů, je negativní dopad na zemědělství menší než u lišek nebo vlků. Naopak šakali mohou mít i pozitivní vliv, především co se týče redukce hlodavců a požírání odpadků a mršin v okolí lidských obydlí.

### Legální status a ochrana
Mezinárodní svaz ochrany přírody (IUCN) řadí šakaly obecné mezi málo dotčené druhy. Jejich populace je široce rozšířená, v některých oblastech i velmi početná. Nejsou uvedeni ani na Úmluvě o mezinárodním obchodu s ohroženými druhy volně žijících živočichů a rostlin (CITES). Nicméně například směrnice Evropské unie, zvaná Směrnice o stanovištích (1992), stanovuje limity pro konání vlád v případě přemnožení šakalů. Cílem je zachování přírody a zdejších organismů, některé země s tím ale nesouhlasí; protože podle nich není tento druh původní.

## Křížení se psy
Mezi domácími psy a divokými šakaly dochází ke křížení běžně, někdy i cíleně. Poprvé bylo zdokumentováno v roce 1787 skotským chirurgem a amatérským přírodovědcem Johnem Hunterem, který byl svědkem křížení feny šakala a psa typu španěl. Z šesti narozených štěňat si pak jednu fenu sám koupil a dále ji křížil s domácími psy.
O necelých sto let později se křížení šakalů a psů domácích věnoval i Jean Pierre Flourens, francouzský fyziolog. Ten zaznamenal, že u první generace kříženců jsou dominantní znaky šakalů, tedy vzpřímené uši, ocas nesený pod hřbetní linií, divoký temperament a neštěkavost. Stejné poznatky zapsal i přírodovědec a státník Robert Armitage Sterndale v Britské Indii. Navíc doplnil i fakt, že znaky šakalů se u psů projevují i dvě generace po tomto zkřížení.
Příkladem účelného křížení jsou Sulimovského psi. Tento experiment započal ruský chovatel Klim Sulimov, který chtěl pomocí křížení vytvořit schopnější psy využitelné ve vojenství. Zpočátku, tedy v první polovině 20. století, jeho chovatelská stanice Rudá hvězda produkovala křížence lajek, typově podobných špicům, a německých ovčáků. V osmdesátých letech se ale ukázalo, že ruští psi cvičení na hledání výbušnin nemají predispozice, které jsou pro tuto práci nutné. Bylo potřeba vytvořit psy, kteří budou lepší v detekování pachů, a k tomuto účelu se Sulimov rozhodl využít divoké příbuzné psů. Zkřížil své vlastní psy s evropskými šakaly a foxteriéry. Šakaly využil proto, že se domníval, že jako divoká zvířata mají lepší čich a jsou odolnější než psi domácí, takže zvládnou ruské podnebí. Výslední jedinci pak byli ze tří čtvrtin psi a z jedné čtvrtiny šakali. Jeho program chovu funguje i v současnosti na letišti Šeremeťjevo nedaleko Moskvy, a to i přesto, že hybridi šakalů neměli lepší výsledky než kříženci lajek.

## Význam vkultuře

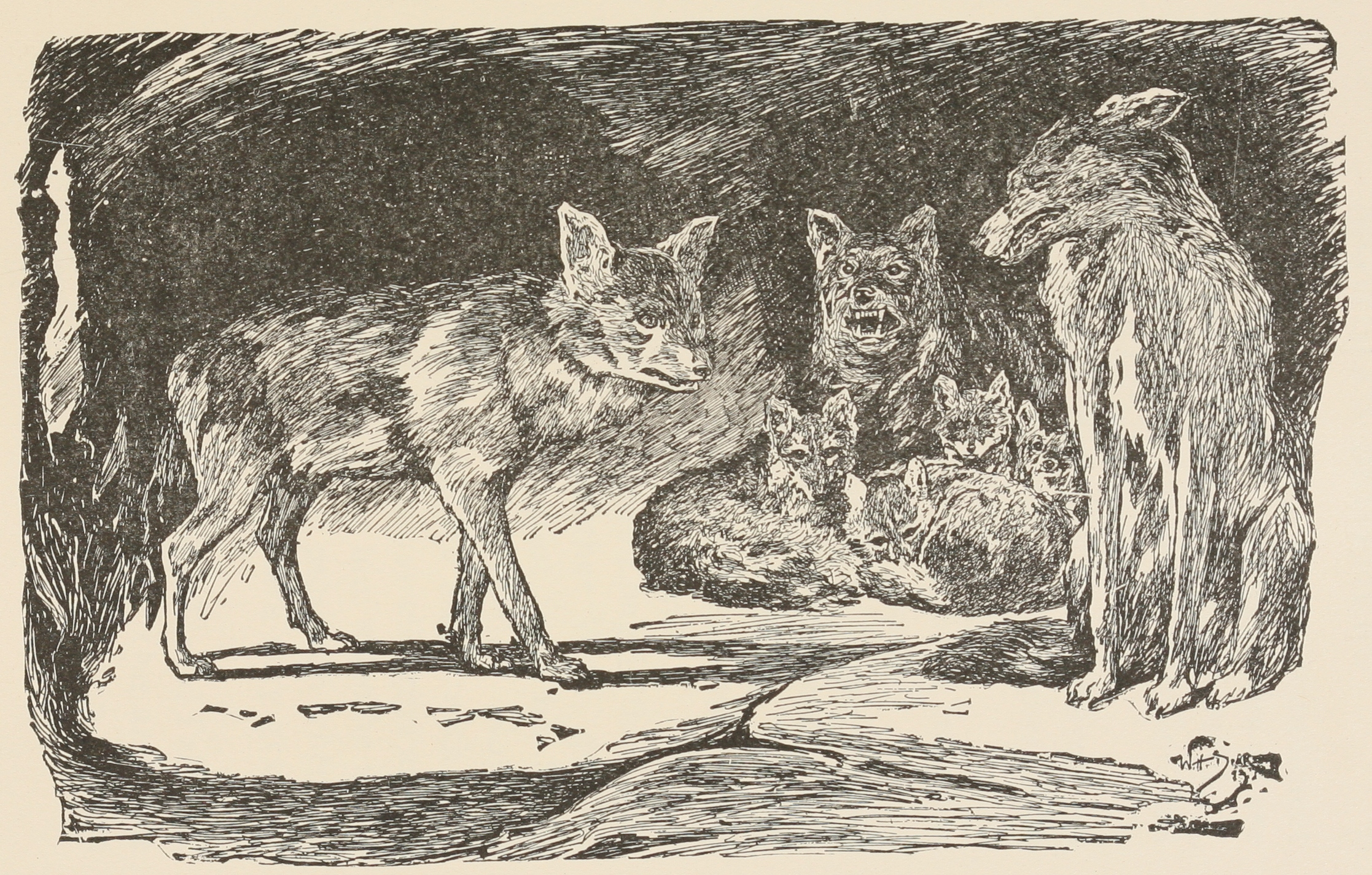
Šakal Tabákí v rozhovoru s vlky (R. Kipling: První kniha džunglí)

Šakalové obecní se objevují v indickém folkloru a ve dvou starověkých textech: Džátaky a Pančatantra, kde vystupují jako inteligentní a lstivá zvířata. Ve staroindickém eposu Mahábhárata se nachází příběh vyprávějící o šakalovi, který proti sobě poštval své přátele, tygra, vlka, myš a promyku, aby si mohl kořist nechat pro sebe. V buddhistických příbězích je šakalům též přisuzována vychytralá povaha, podobně jako například liškám. Ranní vytí šakala je bráno jako znak štěstí. V hinduismu je v souvislosti se šakaly zobrazováno několik bohů, například Čamunda nebo Kálí.
Jsou několikrát zmíněni v Bibli, především v popisech pustých oblastí. V Kiplingových Knihách džunglí vystupuje postava šakala jménem Tabákí (Tabaqui). Vlci jím pohrdají, nicméně je to jediný přítel tygra Šerchána a zároveň jeho zvěd a poslíček.